# منفذ فرومونی

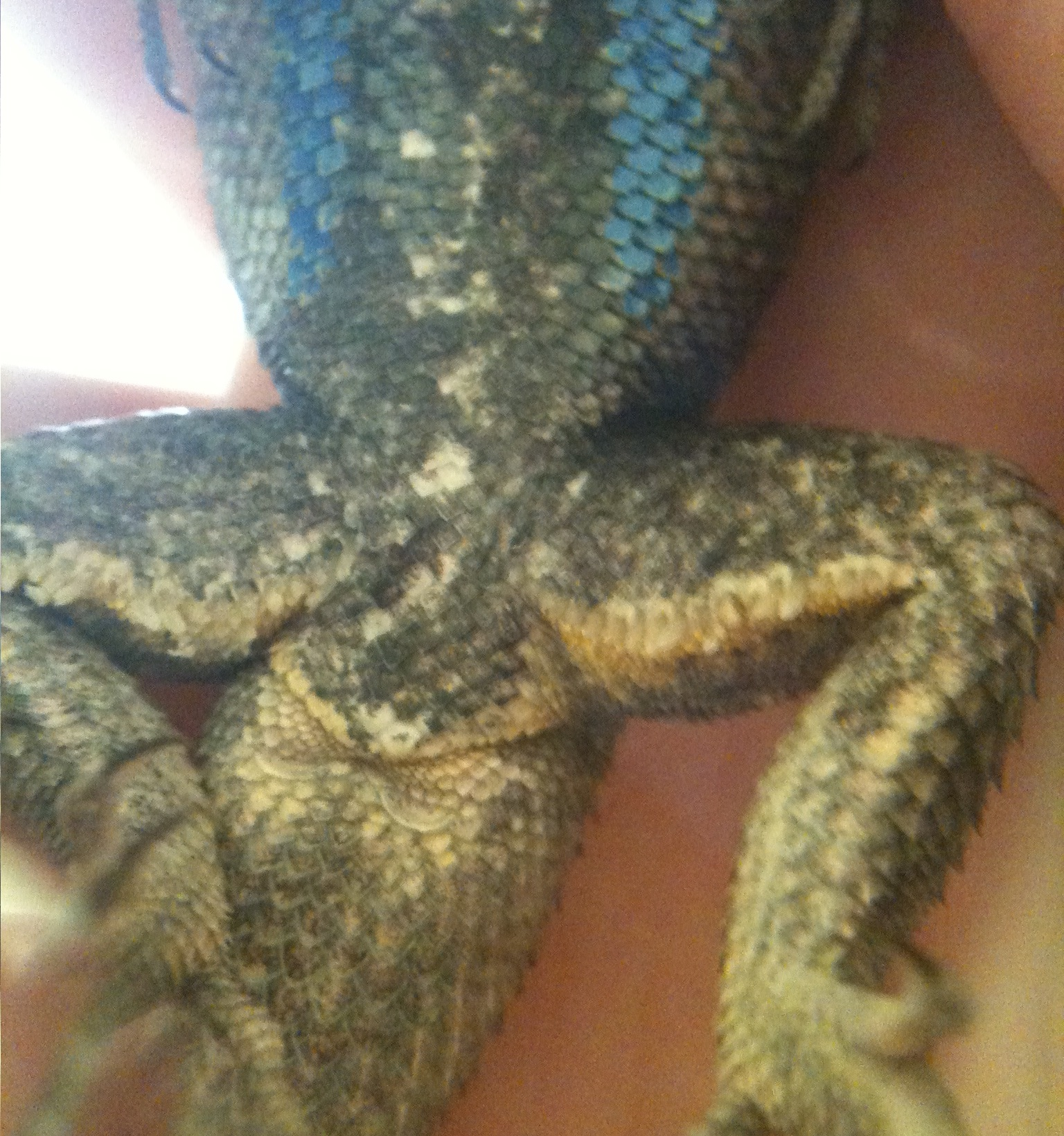
منافذ رانی روی مارمولک حصار غربی نر که لیپیدهای مومی ترشح می‌کند. این لیپیدها توسط نرها برای از بین گذاشتن رایحه برای مشخص کردن قلمرو یا اهداف دیگر استفاده می‌شود.

منفذ فرمونی یا منفذ رانی (به انگلیسی: Femoral pore)، بخشی از یک غده ترشحی هولوکرین است که در درون ران برخی از مارمولک‌ها و دوزیستان یافت می‌شود و فرومون‌ها را برای جذب جفت یا نشانه‌گذاری قلمرو آزاد می‌کند. در گونه‌های خاصی تنها جنس نر این منافذ را دارد و در گونه‌های دیگر، هر دو جنس دارای این منفذ هستند که در جنس نر بزرگتر است. منفذ فرومونی به صورت مجموعه‌ای از حفره‌ها یا سوراخ‌ها در یک ردیف از پولک‌ها در بخش شکمی ران جانور پدیدار می‌شوند.

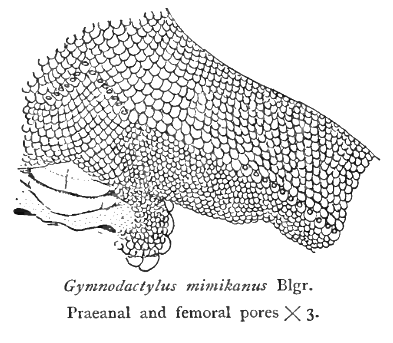
منافذ فرمونی روی گکو

منفذ فرومونی در همهٔ سرده‌ها در خانواده‌های Cordylidae, Crotaphytidae, Hoplocercidae, Iguanidae, Phrynosomatidae و Xantusiidae وجود دارد. آنها در همهٔ سرده‌ها در خانواده‌های Anguidae، Chamaeleonidae، Dibamidae , Helodermatidae، Scincidae , Xenosauridae و Varanidae وجود ندارند. آنها در دیگر مارمولک‌ها و دوزیستان به‌طور کاملاً متفاوتی وجود دارند، برخی از گکوها، مثلاً فلسوما، دارای این منافذ هستند، ولی برخی دیگر در همان خانواده این منافذ را ندارند.